# Donja Vrežina
Donja Vrežina (en serbe cyrillique : Доња Врежина) est une localité de Serbie située dans la municipalité de Pantelej et sur le territoire de la ville de Niš, district de Nišava. Au recensement de 2011, elle comptait 6 629 habitants.
Donja Vrežina est officiellement classée parmi les villages de Serbie.

## Démographie

### Évolution historique de la population
| 1948 | 1953 | 1961 | 1971  | 1981  | 1991  | 2002  | 2011  |
| ---- | ---- | ---- | ----- | ----- | ----- | ----- | ----- |
| 552  | 600  | 818  | 1 355 | 2 270 | 2 696 | 4 088 | 6 629 |

|  |